# Pilate (Haiti)
Pilate este o comună din arondismentul Plaisance, departamentul Nord, Haiti, cu o suprafață de 120,8 km2 și o populație de 49.151 locuitori (2009).